# Дъжд
Вижте пояснителната страница за други значения на Дъжд.
Дъждът представлява валеж в течна форма (за разлика от някои други валежи като сняг, суграшица или градушка, които са в твърда форма), образуван чрез кондензацията на капки в някои видове облаци в атмосферата. Дъждът е основен елемент в кръговрата на водата и на него се дължи основната част от падащата като валежи вода на Земята. Той създава подходящи условия за различни екосистеми и се използва от хората за напояване и производство на енергия.
Най-често срещаната причина за дъждове е образуването на масиви от пара при придвижването на атмосферните фронтове. При наличието на достатъчно влага и издигащи се въздушни течения валежът пада от конвективни облаци, като купесто-дъждовните, които могат да формират тясна дъждовна ивица. В планинските области са възможни силни валежи при издигане на въздушни маси по наветрения склон до височина, предизвикваща кондензация във влажния въздух. При тези условия по подветрените склонове климатът често е пустинен, заради спускащия се сух въздух. Движението на мусонните зони на ниско налягане или вътрешнотропичната зона на конвергенция са причина за дъждовните сезони при саванния климат.
Градските топлинни острови също влияят на валежите, предизвиквайки тяхното увеличение, като количество и интензивност, от подветрената страна на големите градове. Средните за света годишни валежи на сушата са 715 mm, а за цялата повърхност на Земята са значително по-високи – 990 mm. Някои системи за класификация на климата, като Класификацията на Кьопен, използват средните годишни валежи като един от параметрите за разграничаване на различните климатични режими. Количествата на валежите се измерват с дъждомери и могат да се оценяват с метеорологични радари.
Съществуването на дъждове е наблюдавано или предполагано и на други планети, освен на Земята, като там дъждът може да бъде от вещества, различни от водата, като метан, неон, сярна киселина или дори желязо.

## Образуване

### Водонаситен въздух
Въздухът съдържа в себе си водна пара, като количеството вода в даден обем сух въздух се измерва в грамове вода на килограм сух въздух (g/kg). Количеството влага във въздуха често се описва и чрез относителната влажност – процентът от максималното количество водна пара, което въздухът може да съдържа при определена температура. Колко водна пара може да задържи даден обем въздух, преди да се насити (да достигне 100% относителна влажност) и да се превърне в облак (група видими малки водни и ледени частици, задържащи се над земната повърхност), зависи от неговата температура. По-топлият въздух може да поеме повече водна пара от по-студения преди да стигне до насищане. По тази причина един от начините за водонасищане на даден обем въздух е неговото охлаждане. Точката на оросяване е температурата, до която даден обем трябва да се охлади, за да стане водонаситен.
Четирите основни механизма за охлаждане на въздуха до точката на оросяване са адиабатното охлаждане, кондуктивното охлаждане, лъчистото охлаждане и изпарителното охлаждане. Адиабатно охлаждане протича, когато въздухът се издига във височина и се разширява. Въздухът може да се издига поради конвекция, едромащабни движения на атмосферата или наличието на физически препятствия, като планините (орографско издигане). Кондуктивното охлаждане протича, когато въздухът влезе в контакт с по-студена повърхност, например при преминаването му от воден басейн към по-студена суша. Лъчистото охлаждане се дължи на инфрачервено излъчване от съседен обем въздух или от земната повърхност. Изпарително охлаждане протича, когато във въздуха проникне изпарена влага.
Основните начини за навлизане на водна пара във въздуха са ветровата конвергенция в области с възходящо движение на въздушни маси, падащите отгоре валежи или вирга, дневното нагряване, изпаряващо вода от моретата, други водоеми или влажна суша, изпарението от растителността, хладният или сух въздух, придвижващ се над по-топла вода и издигащият се над планините въздух. Водната пара обикновено започва да кондензира, за да образува облаци, върху кондензационни ядра, като прашинки, частици лед или сол. Високите области на метеорологичните фронтове, които имат триизмерен характер, предизвикват движение нагоре на големи атмосферни маси, при което се образуват облачни покривки, като високо-слоестите и пересто-слоестите. Слоестите облаци са устойчива облачна покривка, която обикновено се образува, когато студени устойчиви въздушни маси попаднат под топли въздушни маси. Тя може да се формира и при издигане на мъгла при бризови условия.

### Коалесценция и фрагментация
Коалесценцията настъпва, когато водните капчици се сливат, създавайки по големи водни капки. Съпротивлението на въздуха обикновено кара водните капчици в облака да останат на мястото си. При поява на въздушна турбуленция, те започват да се сблъскват, образувайки по-големи капки.
При спускането надолу на тези по-големи капчици коалесценцията продължава, докато капките станат достатъчно тежки, за да преодолеят съпротивлението на въздуха и да паднат като дъжд. Най-често коалесценцията протича в облаците над температурата на замръзване и се нарича също топъл дъждовен процес. В облаците под точката на завръзване, ледените кристали започват да падата, когато наберат достатъчна маса. Това обикновено изисква повече маса, отколкото коалесценцията между кристала и съседните водни капчици. Този процес зависи от температурата, тъй като свръхохладени водни капчици могат да съществуват само в облак под точката на замръзване. Освен това, при голяма температурна разлика между облака и терена, тези ледени кристали могат да се разтопят, докато падат, и да се превърнат в дъжд.
Дъждовните капки имат размери, вариращи между 0,1 и 9 милиметра среден диаметър, като над тази горна граница започват да се разделят. По малките облачни капчици имат сферична форма. При нарастването на размера им, тяхната форма започва да се сплесква, като по-голямото сечение е от страната на приходящия въздушен поток. Големите дъждовни капки стават все по сплескани от долната си страна, а най-големите придобиват формата на парашут. За разлика от разпространеното мнение, формата им не наподобява сълза. Най-големите дъждовни капки са регистрирани в Бразилия и Маршаловите острови през 2004 година – някои от тях достигат 10 милиметра, което се обяснява с кондензацията на големи димни частици или със сблъсъците между капки в ограничени области с особено високо съдържание на течна вода. Дъждовните капки, образувани от разтапяща се градушка, обикновено са по-едри.
Интензивността и продължителността на дъждовните валежи обикновено са в обратна връзка – силните бури обикновено имат кратка продължителност, а слабите валежи могат да продължават дълго.

## Видове дъждове

### Киселинен дъжд
При изгаряне на въглища или течни горива (например нефт), които съдържат химичния елемент сяра, освен въглероден диоксид, при този процес се получава и серен диоксид. Той бива изхвърлен в атмосферата, след което се разтваря във водните капчици, намиращи се в облаците или мъглата, като при това се образува сярна киселина.
SO2 + OH· → HOSO2·
Следва:
HOSO2· + O2 → HO2· + SO3
след което в присъствието на вода се получава сярната киселина:
SO3 + H2O → H2SO4
Така се получават киселинните дъждове, които са изключително вредни както за живата, така и за неживата природа, те увреждат растенията, обезлистяват горите, разтварят и корозират скулптури, железни конструкции и постройки, направени от варовик, мрамор и други материали. те замърсяват водните басейни, което може да доведе до измиране на рибите и други водни животни.

### Пороен или проливен дъжд
Поройните дъждове са силни валежи, при което пада колямо количесво вода за единица време. Те може да са съпроводени и със силни ветрове и гръмотевици. Последиците от поройните дъждове са наводнения, преливане на реки, унищожаване на земеделски култури, понякога скъсване на язовирни стени. Те предизвикват сериозни проблеми в транспорта, затваряне на училища и предприятия.

### Ситен дъжд
Ситният дъжд е дъжд, който е съставен от много ситни капчици, които падат от облаците.

## Измерване на количеството дъжд
Количеството дъжд се определя по височината на водния стълб, който би се образувал върху хоризонтална повърхност, без попиване, оттичане или изпарение. Измерва се в mm височина, което съответства на широко възприетата мярка dm3/m2.
Уредите, които се използват за целта се наричат дъждомери, а отчитането става с мерителни стъкленици. Разграфяването е такова, че на едно деление съответства 1 mm.

### Видове дъждомери

#### Обикновен дъждомер
Той се състои от:
- Два еднакви цилиндъра с височина 40 cm и диаметър 25,2 cm (площ 1/20 m2);
- цинков похлупак за цилиндрите;
- цинкова фуния (събирателна) със същия отвор като цилиндрите;
- цинкова чаша за стичане на водата от цилиндрите;
- дървен стълб за окачване на дъждомера, който се набива така, че височината му над почвата да е 90 cm;
- стъклена мерилка.

В България, през топлата част от годината дъждомерът се използва в пълен комплект за измерване на дъжда, а през студените месеци чашата и фунията се прибират и се оставя само цилиндърът за да може снегът да вали направо в него.

#### Планински дъждомер (тотализатор)
За планински условия, където количеството на дъжда може да е по-голямо, се използва вариант на обикновения дъждомер с по-дълбок цилиндър и с ветрозащитен обърнат конус. За планински върхове, където отчитането на валежа става веднъж на седмица, на две седмици или на месец, се използват дъждомери с вместимост 100 и повече литра, наречени тотализатори.

## Дъждовни гори
Дъждовните гори са вид гора с голямо количество на валежите, предимно дъждове (над 1750 – 2000 mm годишно). Те се делят на две групи – екваториални (тропически) и умерени дъждовни гори. Макар че заемат сравнително малка част от площта на Земята, дъждовните гори имат огромно значение за биоразнообразието, като от тях произхождат между 40 и 75% от известните видове организми. Понякога те са наричани „белите дробове“ на планетата, защото са отговорни за 28% от оборота на кислорода.
| Континент       | Най-голямото количество средни валежи (inches/mm) | Място                                 | Височина (feet/m) | Години |
| --------------- | ------------------------------------------------- | ------------------------------------- | ----------------- | ------ |
| Южна Америка    | 523,6 in/13 299 mm                                | Йоро, Колумбия                        | 158 m             | 29     |
| Азия            | 467.4 in/11,872 mm                                | Мосинрам, Индия                       | 1401 m            | 39     |
| Океания         | 460.0 in/11,684 mm                                | Кауаи, Хаваи                          | 1569 m            | 30     |
| Африка          | 405.0 in/10,287 mm                                | Денунча, Камерун                      | 9,1 m             | 32     |
| Южна Америка    | 354.0 in/8992 mm                                  | Кибдо, Колумбия                       | 36,6 m            | 16     |
| Австралия       | 340.0 in/8636 mm                                  | Беленден Кер, Куинсланд               | 1555 m            | 9      |
| Северна Америка | 256.0 in/6502 mm                                  | Езерото Хендерсън, Британска Колумбия | 3,66 m            | 14     |
| Европа          | 183.0 in/4648 mm                                  | Церквице, Монтенегро                  | 1017 m            | 22     |

За разлика от тези дъждовни райони, на Земята съществуват области, които получават много малко дъждове. Те се наричат пустини и се характеризират със сух климат. Въпреки това в пустините падат дъждове. Пустинните бури са често явление. Дъждовете могат да предизвикат наводнения и поради липсата на растителност, те могат да бъдат много опасни, създавайки свлачища и разрушавайки всичко на пътя си. В същото време те могат да доведат до излизането на реки от коритата им и напояване на иначе безводни райони. Реки като Нил, Хуанхъ, Колорадо текат през пустини. Понякога след дъждове в пустинята се образуват езера, които са плитки, временни и солени.

## Извън Земята
Дъждът съществува като явление само при определени условия. Те се състоят в това, че ниските слоеве на атмосферата могат да поддържат дадено вещество в две, дори три агрегатни състояния едновременно. На Земята това вещество е водата. На Титан (спътникът на Сатурн) това вещество е метанът, който е в течно и газово състояние, което води до метанови дъждове. На Венера например има сярнокиселинни дъждове, тъй като облаците там са предимно от сярна киселина. В миналото на Марс също е имало водни дъждове.